# Blue Monday
«Blue Monday» es un sencillo del grupo inglés de Rock y electrónica New Order, publicado por primera vez el 7 de marzo de 1983. La letra fue compuesta por Bernard Sumner. «Blue Monday» fue una de las canciones más importantes de la década de los 80 dando a la música electrónica, la música alternativa y la EBM un auge muy importante. Fue incluida en 2021 en la lista de Las 500 mejores canciones de todos los tiempos según Rolling Stone, ocupando el puesto 235.
En 1988, "Blue Monday" fue remezclado por Quincy Jones y John Potoker como "Blue Monday 1988". Jones era el propietario de Qwest Records, el sello discográfico de New Order en los Estados Unidos.
Una reedición de 1995, con una mezcla de Hardfloor como pista principal, también llegó al top 20 del Reino Unido.

## Lista de canciones

### Blue Monday
1. «Blue Monday» (7:29)
2. «The Beach»

### Blue Monday 1988
1. «Blue Monday 1988» [12" Versión] (7:09)
2. «Beach Buggy» (6:52)
3. «Blue Monday 1988» [7" Versión] (4:09)

### Blue Monday-95 (versión británica en CD)
1. «Blue Monday» [1983 12" Versión] (7:29)
2. «Blue Monday» [Hardfloor Mix] (8:34)
3. «Blue Monday» [Manuela Mix] (7:31)
4. «Blue Monday» [Andrea Mix] (8:26)
5. «Blue Monday» [Plutone Mix] (6:29)
6. «Blue Monday» [Starwash Mix] (5:29)
7. «Blue Monday» [Hawtin Mix] (8:02)

### Otras apariciones
«Blue Monday» figura en casi todos los álbumes recopilatorios del grupo. A continuación se indican las versiones correspondientes a cada uno de ellos:
- 1987: Substance 1987 - Original 12" (versión).
- 1994: The Best of New Order - 1988 7" (versión).
- 1995: The Rest of New Order - Hardfloor Mix (nota: algunas versiones incluyen un disco con remezclas de «Blue Monday»).
- 2002: International - Original 12" (versión).
- 2002: Retro - Original 12" (versión) y mezcla 'Manuela Mix' de Jam And Spoon.
- 2005: Singles - 1988 7" (versión) y Original 12" (versión) (nota: esta versión omite los segundos de la apertura.)

Es una de las canciones que más versiones tiene alrededor del mundo, por diversas bandas y productores de varios estilos musicales: rock, pop, jazz, etc.

## Posicionamiento en listas

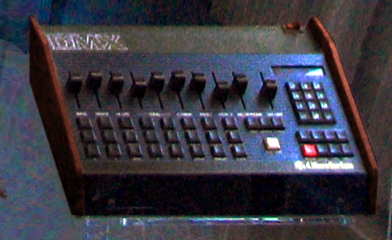
Para crear el ritmo y sincronizar las secuencias se utilizó una caja de ritmos Oberheim DMX.

### Blue Monday
| Lista (1983)                          | Máxima posición |
| ------------------------------------- | --------------- |
| Alemania (Offizielle Deutsche Charts) | 2               |
| Australia (Kent Music Report)         | 13              |
| Austria (Ö3 Austria Top 40)           | 4               |
| Bélgica (Flandes) (Ultratop 50)       | 7               |
| Bélgica (VRT Top 30 Flanders)         | 7               |
| Estados Unidos (Hot Dance Club Songs) | 5               |
| Francia (SNEP)                        | 38              |
| Irlanda (IRMA)                        | 4               |
| Nueva Zelanda (Recorded Music NZ)     | 2               |
| Países Bajos (Dutch Top 40)           | 3               |
| Polonia (Polish Singles Chart)        | 5               |
| Reino Unido (UK Singles Chart)        | 9               |
| Reino Unido (UK Indie Chart)          | 1               |
| Suiza (Schweizer Hitparade)           | 10              |
| Lista (1984)                          | Máxima posición |
| Nueva Zelanda (Recorded Music NZ)     | 9               |
| Lista (1985)                          | Máxima posición |
| Nueva Zelanda (Recorded Music NZ)     | 29              |
| Polonia (Polish Singles Chart)        | 38              |

| Lista (1988)                                                           | Máxima posición |
| ---------------------------------------------------------------------- | --------------- |
| Alemania (Offizielle Deutsche Charts)                                  | 3               |
| Australia (ARIA)                                                       | 4               |
| Bélgica (Flandes) (Ultratop 50)                                        | 14              |
| Bélgica (VRT Top 30 Flanders)                                          | 6               |
| Estados Unidos (Billboard Hot 100)                                     | 68              |
| Estados Unidos (Hot Dance Club Songs) con "Touched by the Hand of God" | 1               |
| Estados Unidos (Dance Singles Sales) con "Touched by the Hand of God"  | 9               |
| Estados Unidos (Cash Box Top 100)                                      | 75              |
| Europa (Eurochart Hot 100)                                             | 6               |
| Irlanda (IRMA)                                                         | 2               |
| Nueva Zelanda (Recorded Music NZ)                                      | 1               |
| Países Bajos (Dutch Top 40)                                            | 5               |
| Países Bajos (Mega Single Top 100)                                     | 4               |
| Reino Unido (UK Singles Chart)                                         | 3               |
| Reino Unido (UK Independent Singles Chart)                             | 1               |
| Suiza (Schweizer Hitparade)                                            | 9               |

| Lista (1995)                          | Máxima posición |
| ------------------------------------- | --------------- |
| Alemania (Offizielle Deutsche Charts) | 54              |
| Finlandia (OFC)                       | 9               |
| Irlanda (IRMA)                        | 29              |
| Reino Unido (UK Singles Chart)        | 17              |
| Reino Unido (UK Dance Chart)          | 7               |
| Suecia (Sverigetopplistan)            | 38              |

| Lista (2004)                          | Máxima posición |
| ------------------------------------- | --------------- |
| Reino Unido (Official Charts Company) | 76              |

| Lista (2006)                             | Máxima posición |
| ---------------------------------------- | --------------- |
| Reino Unido (Official Charts Company)    | 73              |
| Lista (2009)                             | Máxima posición |
| Bélgica (Back Catalogue Singles Flandes) | 16              |